# Повесть о разорении Рязани Батыем
По́весть о разоре́нии Ряза́ни Баты́ем — произведение древнерусской литературы. Посвящено взятию Рязани монголо-татарами в декабре 1237 года, входит в цикл рязанских повестей о Николе Заразском. Читается в составе рукописных сборников XVI—XVIII веков.
По единодушному мнению исследователей, принадлежит к лучшим после «Слова о полку Игореве» произведениям древней русской литературы.
В рукописных сборниках «Повесть» является частью группы текстов, посвященных Зарайскому образу святителя Николая, именуемой в научной литературе «Повести о Николе Заразском» или «Заразский цикл». Состав «Цикла» от сборника к сборнику колеблется, и в своем наиболее полном варианте включает: «Сказание о перенесении образа Николы Чудотворца из Корсуня в Рязань», описывающее события 1225 года, «Повесть о разорении Рязани Батыем» — события 1237 года, «Коломенские чудеса» — чудеса от иконы произошедшие в 1521 и 1531 годах, «Род поповский» — список иереев, служивших при иконе с момента её перенесения и доведенный до 1561 либо до 1615 года, «Повесть об убиении Батыя» (мифическая гибель Батыя от рук венгерского короля Владислава).

## Содержание

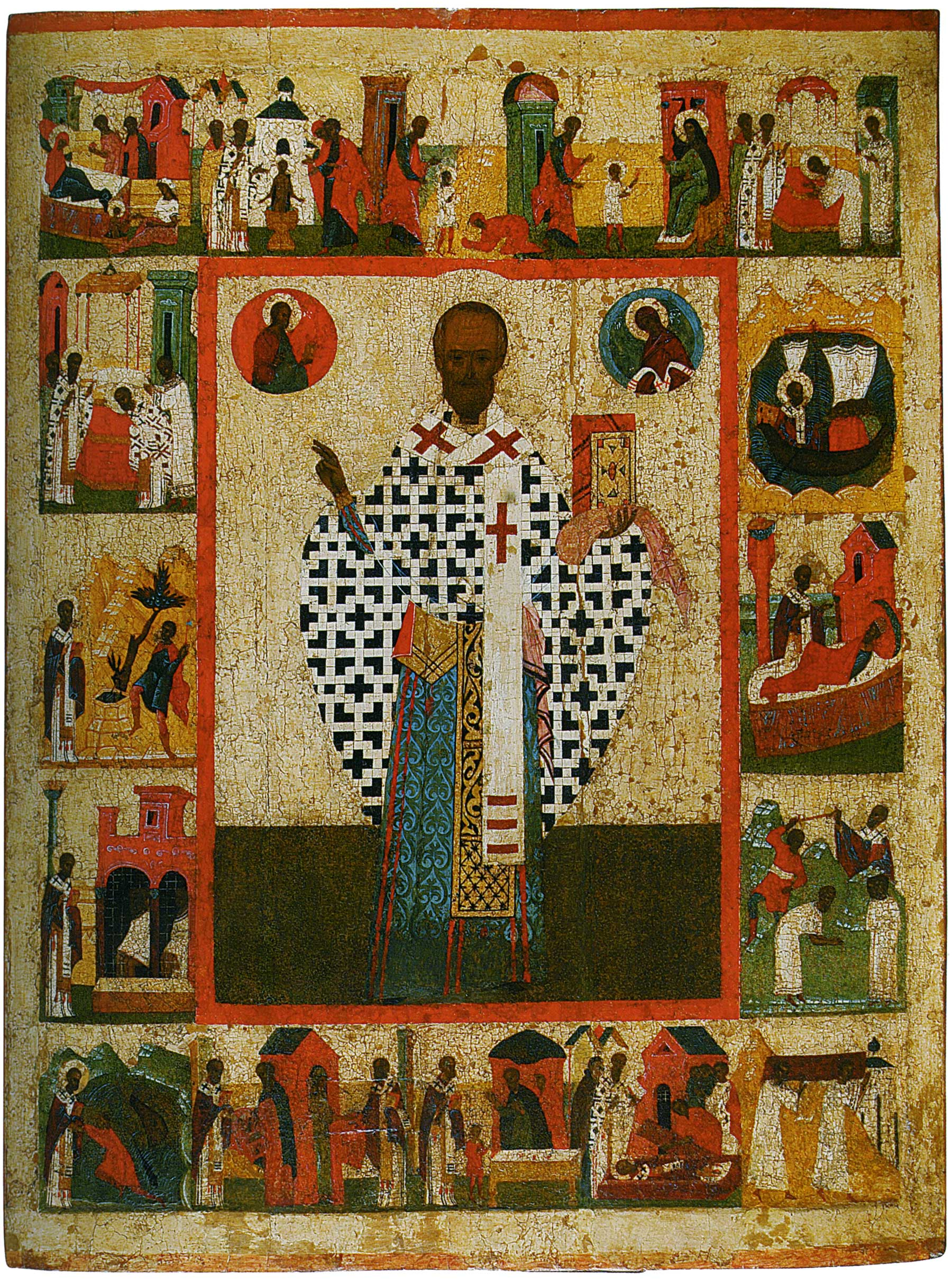
Икона Святитель Николай Мирликийский (Никола Зарайский), с житием. Никольский собор, Зарайск, Россия.

Первые две части «Повестей» «Сказание о перенесении образа Николы Чудотворца из Корсуня в Рязань» и «Повесть о разорении Рязани Батыем» неразрывно связаны друг с другом и являются двумя частями одного памятника.

### Первая часть
В первой части излагается история перенесения Николина образа из Корсуня в Рязанскую землю.
Святой Николай явился «в привидении» служителю своему Евстафию Раке и внушил ему взять чудотворный образ, супругу свою Феодосию и сына Евстафия и идти из Корсуня «на восток», в Рязанскую землю: «Тамо хощу быти и чюдеса творити, и место прославити». По предписанию святого, Евстафий идет в устье Днепра, садится в корабль и добирается до «моря Варяжского», далее сразу попадает «в Немецкия области» город Кесь. «Мало пребыв» в нём, Евстафий уже «сухим путем» отправляется в Новгород Великий. Сотворив в Новгороде «великие чудеса», икона ведет далее Евстафия в Рязанскую землю.
Видением является Чудотворец во сне князю Федору Юрьевичу Рязанскому, веля ему идти «во сретение» корсунского образа и обещая «венец царствия небесного» ему самому, его жене и сыну. Находясь в сильном недоумении (поскольку он тогда ещё не состоял в браке), князь Федор тем не менее поспешил навстречу образу и увидел издалека блистание «неизреченного света». Припав к чудотворному Николину образу «любезно сокрушеным сердцем и испущая слезы от очию», Федор Юрьевич переносит икону в некую «область свою». Узнав о приходе чудотворного образа, «область» сына посещает сам великий князь Юрий Ингоревич Рязанский с епископом Евфросином и, «наполнився радости о преславных чюдесех», строит храм во имя Николы Корсунского. Перенесение иконы датировано 1225 годом.
«Не по мнозех летех» князь Федор Юрьевич вступает в брак, взяв супругу «от царьска роду» именем Евпраксию, и у них рождается сын. Далее повествуется о том, как сбылось пророчество святого Николы. В 1237 году был убит благоверный князь Федор Юрьевич от безбожного царя Батыя, и услышав эту страшную весть, царевна Евпраксия бросилась из «превысокого храма своего» с сыном Иваном и «заразися до смерти».
К «великому чюдотворцу Николе Корсунскому» приносят тело князя Федора, хоронят с женой и сыном, а над их могилами ставят «кресты каменны». «И от сея вины»,— говорится в заключение, великий чудотворец Никола зовется Заразский, потому что благоверная княгиня Евпраксия с сыном князем Иваном «сама себе зарази».

### Вторая часть
Во второй части «Повести» рассказывается о разорении монголо-татарами Рязани, излагается легенда о героическом подвиге Евпатия Коловрата, а завершается текст лирической похвалой рязанским князьям.
Вторая часть Повести открывается 1237 годом, то есть вторично фиксируемой датой Батыева нашествия. Но с предыдущей частью её связывает фраза: «Во второе на десять лето по принесении чюдотворного образа ис Корсуня».
По летописям, с литературными добавлениями излагается история нашествия Батыя, но эпизод с убиением князя Федора разработан более подробно по сравнению с первой частью. Указано, что тело Федора Юрьевича тайно сохранил «един от пестун» князя именем Апоница, который и поспешил сообщить горькую весть княгине Евпраксии. Далее повторен рассказ, как княгиня «ринуся» из превысокого храма с сыном Иваном на руках и «заразися до смерти».
С поэтическим вдохновением и высоким патриотическим подъёмом описывается последнее сражение рязанских князей и гибель защитников Рязани. «И не оста во граде ни един живых, вси равно умроша и едину чашу смертную пиша»,— горестно заключает автор.
Из Чернигова после этого приходит рязанский «вельможа» Евпатий Коловрат, видит разоренную Рязань и «воскрича в горести душа своея». Собрав «мало дружины», Евпатий гонится по следу захватчиков и внезапно нападает на «станы Батыевы». Царь посылает против Евпатия множество «сильных» полков татарских, но рязанский исполин «бьяше их нещадно». Только с помощью «тмочисленных пороков» удалось наконец убить Евпатия, мужеству и храбрости которого дивились мурзы и санчакбеи: «Мы со многими цари, во многих землях, на многих бранях бывали, а таких удалцов и резвецов не видали».
В последнем разделе «Повести» рассказывается о возвращении в Рязань «Богом соблюденого» князя Ингваря Ингоревича. Князь плачется о погибшей братии, собирает останки сродников и погребает их честно. Принесено было и тело князя Федора Юрьевича в «область его», к великому чудотворцу Николе Корсунскому, и похоронено вместе с княгиней Евпраксией и сыном Иваном Постником в «едином месте», и поставили над ними кресты каменные. «И от сея вины,— не устает повторять сочинитель,— да зовется великий чюдотворець Николае Заразский, яко благоверная княгиня Еупраксеа и с сыном своим князем Иваном сама себе зарази».
Заключительная Похвала роду рязанских князей прославляет их храбрость, силу, добрые нравы, душевную и телесную чистоту, религиозное благочестие.
Во многих списках «Повесть» сопровождается особой статьей «Род служителей чюдотворца Николы Заразскова», содержащей родословную роспись потомков Корсунского иерея Евстафия.

## Текстология
«Цикл повестей о Николе Заразском» неоднороден по своему составу и является сводом текстов, связанных иконою Николы Зарайского.
Д. С. Лихачевым были выделены следующие редакции: основная А (отсутствует дидактическое вступление), основная Б (имеется небольшое
дидактическое вступление перед рассказом о нашествии Батыя), хронографическая, редакция святцев, особая (стрелецкая), проложная, воинская, редакция типа
«сказания», риторическая, церковная и распространенная. Также существуют переделки XIX века.
Церковная редакция приспособлена для нужд богослужения. В ней изъята вся «воинская» часть, а обязательными являются «Сказание о перенесении образа Николы Чудотворца из Корсуня в Рязань», рассказ о самоубийстве Евпраксии и «Коломенские чудеса».

### Рукописные списки
Существует один рукописный список XVI века (основная редакция А) и более ста списков XVII—XVIII веков, входящих в состав как агиографических сборников и Святцев (редакция святцев), так и Хронографов (хронографическая редакция), в том числе Хронографа 1599 года и Хронографа Сергея Кубасова.
Самый древний список, датируемый 1573 годом, входит в состав рукописного сборника из собрания книг Иосифо-Волоцкого монастыря. Этот сборник был выполнен при Рязанской епископской кафедре по заказу Рязанского владыки Леонида Протасьева, ставшего впоследствии игуменом Иосифо-Волоколамского монастыря.
В XVII веке текст «Повестей о Николе Заразском» подвергся множеству переработок. Он переписывается в большом числе экземпляров. Происходит дифференциация на светский и церковный варианты. В результате переработок происходит сближение с фольклором, а воинские эпизоды сближаются с былинной традицией.

### Первые печатные издания

#### В составе «Пролога» (1662 год)
В XVII веке на Московском Печатном дворе массовым тиражом начинается печать самой распространенной рукописной богослужебной книги — Пролога, состоящей из кратких жития и поучений святых отцов на каждый день года. Всего было выпущено 10 изданий. Начиная с 4-го издания 1662 года под датой 28 июня появляется «Повесть о чюдотворном образе великаго чюдотворца Николая, како принесен бысть на Рязань в Заразском» (проложная редакция). При добавлении в Пролог исходный текст подвергся сильной переработке и сокращению.
С момента выпуска печатного Пролога с «Повестью о Николе Заразском» и вплоть до XIX века его текст с незначительными изменениями переписывается в рукописные сборники.

#### В составе «Руского Времянника» (1790 год)
В более полном объёме «Повести о Николе Заразском» стали доступны после печати в 1790 году в Московской синодальной типографии книги «Русский Времянник, сиречь Летописец, содержащий российскую историю» (в 1820 году выходит его вторая редакция). В этой книге текст «Повестей» был искусственно пригнан к остальному содержанию и перебит в ряде мест вставками из летописей.
Как выяснил во второй половине XX века А. Н. Насонов, Русский Времянник является выборкой из Чертковской рукописи. Сама же Чертковская рукопись создана между 1615—1630 годами как компиляция из Хронографа 1533 года, с привлечением материала из Хронографов других редакций.
«Повести о Николе Заразском» широко использовались Н. М. Карамзиным, однако его знакомство с текстом ограничивались «Русским Временником».

#### Временник Московского Общества Истории и Древностей Российских (1852 год)
В 1852 году текст «Повести о Николе Заразском» под заголовком: «Приход чудотворного Николина образа Зарайского» был издан В. М. Ундольским (с пометкой «взято из рукописного сборника XVI столетия») во Временнике Московского общества истории и древностей российских по рукописи, хранящейся сейчас в Российской национальной библиотеке в Погодинском собрании под номером 1594. В научный оборот этот текст не вошёл.

#### Сводный текст Срезневского (1876 год)
Во второй половине XIX века пересказы церковной редакции «Повестей» появляются в книгах, посвященных образу Николы Зарайского.
Внимание ученых сосредотачивается на «Повести» после её издания в 1867 году И. И. Срезневским в сборнике «Сведения и заметки о малоизвестных и неизвестных памятниках». Срезневский используя несколько доступных ему списков, издал сводный текст, восстановленный им самим посредством выборок то из одного, то из другого списка одновременно. Более того им была опущена вся первая часть о перенесении образа из Корсуни в Рязань.
Все дальнейшие публикации «Повести» в печатных изданиях вплоть до выхода в 1947 году работы Комаровича ограничивались простой перепечаткой выработанного И. И. Срезневским сводного текста. В таком виде «Повесть» вошла, например, в « Хрестоматию для изучения истории русской словесности» В. Саводника  и в «Хрестоматию по древней русской литературе (XI—XVII века)» Н. К. Гудзия.

### Время создания Заразского цикла
У ученых медиевистов нет единого мнения по вопросу о времени создания «Заразского цикла». Часть медиевистов, в основном это ученые-филологи, считают что произведения цикла созданы в разное время, причем наиболее древним они считают «Повесть о разорении Рязяни Батыем», относя дату его создания вплоть до 1270-х годов.
Другая часть, в основном это ученые-историки, считают «Сказание о перенесении Николина образа из Корсуня в Рязань» и «Повесть о разорении Рязани Батыем» единым произведением, созданным в XV—XVI веках.
Хотя изучение «Заразского цикла» началось ещё в XIX веке, но оно носило эпизодический характер. Публиковались или случайные списки или компиляции из различных списков, зачастую даже без указания шифров привлекаемых рукописей. Поэтому эти исследования научными назвать нельзя. Научные же исследования цикла начались в 40-х годах XX века с работы В. Л. Комаровича. Он на основе 12 известных ему списков выделил восемь редакций. В 1949 году исследования были продолжены Д. С. Лихачевым, который ввел в научный оборот большое число списков, разработал их классификацию и опубликовал различные редакции.
Филологом И. А. Евсеевой-Лобаковой с 80-х годов XX века по 20-е года XXI века была проведена большая работа по поиску и введению в научный оборот новых списков «Повестей».

#### Гипотеза Д. С. Лихачева (1949 год)
По представлениям Д. С. Лихачева «Цикл повестей о Николе Заразском» сложился из разновременных произведений и не имеет единого автора. Древнейшей является «Сказание о перенесении образа Николы Чудотворца из Корсуня в Рязань», созданной в середине XIII века, а «Повесть о разорении Рязани Батыем» в своей основе была создана в первой половине XIV века и окончательный вид получила в конце XIV — начале XV века.
Филолог И. А. Евсеева-Лобакова, придерживающаяся гипотезы Д. С. Лихачева относит время создания «Повести о разорении Рязани Батыем» к 70-м годам XIII века.

#### Гипотеза А. В. Поппэ (1983 год)
В 1983 году появилась работа польского историка А. В. Поппэ, посвященная культу Зарайской иконы святителя Николая. А. В. Поппэ отрицал доказательность предположений о существовании возникшего с XIII века культа Зарайской иконы святителя. Основанием для такого резко критического взгляда послужило отсутствие в других источниках каких-либо сведений о данном культе.
Он считал, что «Сказание о перенесении образа Николы Чудотворца из Корсуня в Рязань» было создана после 1531 года, а «Цикл» как единое целое был оформлен в 1560 году. Вопрос о времени создания его отдельных частей он оставил открытым.

#### Гипотеза Б. М. Клосса (2002 год)
В 2002 году появилась работа Б. М. Клосса, где он критикует существующую археографическую разработку списков Заразского цикла, сделанную в 1949 году Д. С. Лихачевым и приводит новое археографическое описание и новую классификацию. Опираясь на текстологические исследования Б. М. Клосс выдвигает гипотезу о летописных источниках Повестей и времени его создания.
По Б. М. Клоссу все части памятника написаны в одно время и одним автором. Временем создания памятника он считает 1560 год, а источниками, которыми пользовался составитель были Новгородская IV летопись, Московский Свод 1479 года, хронографическая статья «Царие царствующие в Константинеграде», рязанские легенды и родословие Никольских попов.
Гипотеза Б. М. Клосса подверглась резкой критике со стороны И. А. Лобаковой .

## Историческая основа и историографические мифы
Историки-медиевисты начала XXI века единодушно считают «Повесть о разорении Рязяни Батыем» историко-литературным произведением, представляющим собой эклектический синтез реальных исторических событий и религиозных сочинений. Такой подход характерен большинству историко-литературных произведений Древней Руси, когда реальные исторические события, в том числе и не относящиеся к данному событию, а произошедшие в другом месте и в другое время, трансформируются в контексте библейских сюжетов и житий христианских мучеников и включаются в повествование.
Так «Повесть об убиении Батыя», включаемая в «Заразский Цикл» и созданная в конце XV века рассказывает о мифической гибели Батыя во время похода в Венгрию от руки некоего короля Владислава, тайно исповедующего православие, хотя в действительности Батый умер в 1255 (1256) году в Орде. В ней отражены в идеологически переработанном виде события, связанные с монгольским вторжением в Венгрию 1285 году, на которую наслоились мотивы, относящиеся к эпизоду венгерской истории, связанной с победой короля Ласло IV над половцами у озера Ход в 1282 году и религиозно-миссионерской деятельностью святого Саввы Сербского.
Современные историки-медиевисты относят время создания «Повести о разорении Рязани Батыем» к первой половине или середине XVI века. При её создании использовались как летописные источники, так и переработанные устные предания Рязанщины. Как следствие, «Повесть» изобилует неточностями и недостоверными сведениями. Это не позволяют рассматривать её в качестве аутентичного эпохе и заслуживающего абсолютного доверия источника. Сведения, содержащиеся в «Повести», не могут восприниматься в качестве нарратива, объективно отражающего исторические реалии начального периода монгольского нашествия на Русь. Использование информации «Повести» в исторических исследованиях возможно лишь в контексте сравнительного анализа с сообщениями русских летописей и/или зарубежных источников.
Однако дореволюционные историки (в частности Д. И. Иловайский и А. В. Экземплярский), а впоследствии и советские историки широко и зачастую некритично использовали сведения, содержащиеся в «Повести» как для реконструкции событий монгольского нашествия на Рязанское княжество, так и для реконструкции генеалогического древа рязанских князей. Традиционно, начиная с Н. М. Карамзина, в основе рассказа о разорении Рязани Батыем лежат сообщения Новгородской первой летописи и «Повести о разорении Рязани Батыем». Как следствие, в отечественной историографии сложился ряд устоявшихся, но не соответствующих историческим реалиям историографических мифов. Соединение в исторических исследования реальных фактов и мифов порождает противоречия и неясности, а реальные события и лица стушевываются на фоне известий, достоверность которых сомнительна.

### Князья
В начале «Повести» перечисляются рязанские князья, противостоявшие войску Батыя. Помимо княжившего собственно в Рязани Юрия Ингоревича и его сына Федора, названы братья Юрия Давыд Ингоревич Муромский, Глеб Ингоревич Коломенский, Олег Ингоревич и Всеволод Пронский. Федора, отправленного послом к Батыю, затем убивают в его стане, Юрий, Давыд, Глеб и Всеволод погибают в сражении с татарами, а Олега, попавшего израненным в плен и отказавшегося отречься от христианской веры, Батый приказывает «на части роздробити».
Между тем князья Федор Юрьевич и Глеб Ингоревич более нигде не упоминаются. Всеволод Пронский умер в 1208 году. В Муроме не мог править родной брат рязанского князя, поскольку Муромская земля представляла собой отдельное от Рязанской политическое образование, и там была своя княжеская ветвь. Князь по имени Давыд в Муроме действительно был, но имел отчество Юрьевич и умер в 1228 году. Олег не был убит, в 1252 году. его «пустиша татарове… в свою землю», и умер этот князь своей смертью в 1258 году. Казнен был в Орде описанным в Повести способом («рѣзати по съставомъ») его сын Роман Ольгович в 1270 году. Таким образом, в Повести объединены князья, жившие в разное время, и к ним добавлены некоторые, возможно не существовавшие в реальности.

### Казнь князя Олега Ингваревича в монгольском плену
В «Повести о разорении Рязани Бытыем» содержится рассказ о якобы произошедшем в результате неудачного для рязанцев полевого сражения с войсками Батыя пленении и последовавшей за этим мученической гибели Олега Ингваревича зимой 1237/38 годов:

И поидоша против нечестиваго царя Батыя, и стретоша его близ придел резанских…Ту убиен бысть благоверный князь велики Георгий Ингоревич, брат его князь Давид Ингоревич Муромский, брат его князь Глеб Ингоревич Коломенский, брат их Всеволод Проньской, и многая князи месныа и воеводы крепкыа, и воинство: удальцы и резвецы резанския….А князя Олга Ингоревича яша еле жива суща….Царь Батый видя Олга Ингоревича велми красна и храбра и изнемогающи от великых ран, и хотя его изврачевать от великых ран и на свою прелесть возвратити. Князь Олег Ингоревич укори царя Батыа, и нарек его безбожна, и врага христианска. Окаяный Батый и дохну огнем от мерскаго сердца своего, и въскоре повеле Олга ножи на части роздробити. Сии бо есть вторый страстоположник Стефан приавенецъ своего страданиа от всемилостиваго бога и испи чашу смертную своею братею ровно

По мнению современных историков медиевистов информация о казни князя Олега Ингваревича в монгольском плену является позднейшей исторической легендой, не имеющей подтверждения в аутентичных эпохе письменных источниках.
Согласно сообщениям Джувейни и Вассафа Батый отличался религиозной индифферентностью и веротерпимостью.
«Цикл повестей о Николе Зарайском», в который входит и «Повесть о разорении Рязани Батыем», был создан в XVI веке, в период ожесточенного военного противостояния Московского царства с Крымским и Казанским ханствами, позиционировавшими себя наследниками Золотой Орды. Сама
«Повесть» была написана автором-священником в панегирическом стиле с целью прославления династии рязанских князей и воинов, противостоящих военной угрозе со стороны степняков-иноверцев. Закономерным выглядит представленное в «Повести» окончание истории «пленения» Олега Ингваревича как его мученической гибели за христианскую веру с отсылками к житиям раннехристианских мучеников.
Содержащееся в Московском летописном своде описание казни Романа Ольговича Рязанского идентично эпизоду «Повести о разорении Рязани Батыем», относящимся к гибели Олега Ингваревича Красного в ставке Батыя. Составитель «Повести» перенес события, связанные с казнью в ставке хана Менгу-Тимура рязанского князя Романа Ольговича в 1270 году во времена монгольского нашествия.

### Евпатий Коловрат
Культовым является изложенный в «Повести» сюжет о Евпатии Коловрате.
В нём рассказывается, что «нѣкий от велмож резанских имянем Еупатий Коловрат в то время был в Чернигове со князем Ингварем Ингоревичем». Узнав о нашествии Батыя, он вернулся в Рязань и увидел её разоренной. Тогда Евпатий «собра мало дружины, тысящу семсотъ человекъ», отправился в погоню за Батыем, настиг его войска в земле Суздальской и стал «сѣчи без милости», так что «татарове мняша, яко мертви восташа». Узнав от попавших в плен раненых воинов, кто возглавляет нападение на его станы, Батый послал на Евпатия своего «шурича» по имени Хостоврул (или Таврул), но Евпатий сразил его в бою. Убить Евпатия татары смогли, только забросав его камнями из пороков — осадных орудий. Подивившись храбрости Евпатия, Батый отдал его тело оставшимся в живых и попавшим в плен воинам его дружины, отпустив их невредимыми.
У историков-медиевистов единодушное мнение, что рассказ о Евпатии Коловрате считать изображением реальных событий оснований нет.
О Евпатии Коловрате нет известий ни в каких иных источниках кроме «Повести».
По мнению А. А. Горского, литературные истоки рассказа о Евпатии Коловрате находятся в Московском летописном своде конца XV века в Архивской летописи. Он выделяет следующие эпизоды:
- Князь по имени Ингварь Игоревич действительно не погиб вместе с другими рязанскими князьями, но не во время нашествия монголов в 1237 году, а в 1217 году, когда один из князей рязанского дома, Глеб Владимирович, предательски перебил своих родственников,

- Численность дружины в 1700 человек упоминается в родословной легенде боярского рода Квашниных — с таким количеством воинов киевский боярин Нестер Рябец пришёл на службу к московским князьям около 1300 года,

- Сходное с именем убитого Евпатием ханского «шурича» имя Товрул носил воин Батыя, попавший в плен перед осадой Киева в 1240 года,

- После взятия Киева в 1240 году возглавлявшего оборону воеводу Дмитра привели к Батыю раненого, и «не оубиша его моужьства ради его». В «Повести» этот эпизод использован в двух местах: раненым приводят к Батыю Олега Ингоревича, восхищается хан храбростью убитого Евпатия, а отпускает ради этого его пленённых воинов[86].

Перечисленные эпизоды присутствуют в Московском летописном своде конца XV века и в Архивской летописи, которые по мнению Б. М. Клосса использовались составителем Заразского цикла.
Гибель от ударов камней, что является уникальным для полевого сражения — их метание было предназначено для разрушения стен при штурме городов, по мнению А. А. Горского, навеяна Житием соименного Евпатию святого — Ипатия Гангрского, который был побит камнями.

## Экранизации
- «Татары (фильм)» (1961)
- «Легенда о Коловрате» (2017)

## Архивные источники
- Сборник XVI века //   Отдел рукописей РГБ. Ф. 310. Собр. Иосифо-Волоколамского монастыря. Ед. хр. 523. Л. 229-258. 350 л.

- Хронограф редакции 1599 года, рукопись начала XVII века //   БАН. Ед. хр. 31.6.27.

- Хронограф, рукопись XVII века //   РГБ. Ф. собр. Погодина. Ед. хр. 1448. Л. 199-208.

- Хронограф Сергея Кубасова, рукопись XVII века //   ГИМ. Ф. собр.Уварова. Ед. хр. 1364. Л. 71.

- Святцы с житиями, рукопись XVII века //   РГБ. Ф. собр.Погодина. Ед. хр. 675. Л. 230-232.

- Сборник конца XVII века //   БАН. Ф. собр.Плюшкина. Ед. хр. 38.4.40. Л. 196 об.—198.

- Сборник XVII - XVIII веков. Святцы //   РНБ. Ф. ПДА. Ед. хр. 280. Л. 147.
- Сборник начала - середины XVIII века. Святцы //   РНБ. Ф. Основное собр.. Ед. хр. Q.XVII.212. Л. 371.
- Рукопись первой половины XIX века //   Отдел рукописей РГБ. Ф. собр. Ундольского. Ед. хр. 412. Л. 14-15.

## Печатные издания
- Пролог. Вторая половина (март - август). — 4. — М.: Печатный двор, 1662. — С. 391—391об.. — 970 с.

- Руский времянник, сиречь, Летописец, содержащий российскую историю от 6370/862 лета до 7189/1681 лета : Разделенный на две части. Ч.1. От 6370/862 лета до 6949/1441 лета. — М.: Моск. Синод. тип, 1790. — Т. 1. — 298 с.

- Временник Московского общества истории и древностей российских. — М.: Унив. тип., 1852. — Т. 15. — 388 с.

- Срезневский, И.И. Сведения и заметки о малоизвестных и неизвестных памятниках. — СПб.: тип. Императорской акад. наук, 1867. — 392 с.

- Чудотворный образ [святителя христова и чудотворца] Николы Зарайского / С подлин. рисов. Васильем Селивановым. — М.: тип. Александра Семена, 1860. — 31 с.
- Бочарников С.И. Зарайск. — М.: тип. О. Назаровой,, 1865. — 52 с.

- Саводник В.Ф. Хрестоматия для изучения истории русской словесности. — М.: Тип. И.Н. Кушнерев и К°, 1916.

- Гудзий Н.К. Хрестоматия по древней русской литературе (XI-XVII вв.). — М.: Учпедгиз, 1935.